# サウンドスケッチ
サウンドスケッチは、番組制作会社・かしわプロダクションが制作しているラジオ番組（ミニ番組）である。

## 概要
パーソナリティは一人で、ゲストを交えながらパーソナリティの個性を生かしたトークと音楽でつづる番組構成で、主に身辺で起った出来事を語ることが多い。
2021年現在は、松本英子がパーソナリティを務める「松本英子のサウンドスケッチ」として放送されている。

## 松本英子のサウンドスケッチ
パーソナリティは松本英子。毎回音楽アーティスト（主に邦楽の歌手や演奏家）一組ゲストに迎えてのトーク番組。プライベートトークの他、その歌手らの新曲、ニューアルバムからの楽曲紹介がメインとなる。
年末年始や、松本の新譜が発売されるときなど、稀にではあるがひとり語りの回もあった。

### ネット局 (2023.11.3更新)
※Facebookページ「松本英子のサウンドスケッチ」より2023.10.20投稿より
- SBS静岡放送：(火)17:45-18:00
- RAB青森放送：(土)16:50-17:00
- KRY山口放送：(土)7:45-8:00
- RKK熊本放送：(土)8:30-8:45
- FBC福井放送：(土)8:30-9:00
- ABS秋田放送：(土)9:30-9:45
- ABC朝日放送ラジオ：（日）12:30-13:00[1]

### 過去のネット局
- YBS山梨放送：（2022年4月23日時点では終了していた。）[2]
- mrt宮崎放送：（現在は不定期ネット。）
- KRY山口放送：（2021年7月27日時点では終了していた。）[3]
- rfcラジオ福島：（2023年11月03日時点では終了していた。）[4]
- RNB南海放送：（2021年1月31日時点では終了していた。）[5]
- RKK熊本放送：2014年 - 2019年3月にかけ、月曜13:25 - 13:35に放送していた頃は、番組表上において「白岳ミュージック&トーク」のタイトルで放送《「小沢昭一の小沢昭一的こころ」のローカルスポンサーからの流れ》）[6]
- SBC信越放送：（2016年9月26日 - 2017年3月30日、2017年10月2日 - 2021年1月31日時点では終了していた。）[7]
- RNC西日本放送：（2014年3月31日 -2021年1月31日時点では終了していたが2022年1月5日から放送再開(水曜木曜金曜6:45~7:00)）(2023年4月3日から月曜~金曜6:45~7:00)[8]
- GBS岐阜放送：（ - 2015年3月25日、2017年10月5日 -2021年1月31日時点では終了していた。）[9]
- TBC東北放送：（2016年9月26日 - 2021年1月31日時点では終了していた。）[10]
- RAB青森放送（ - 2007年9月27日）
- IBC岩手放送（2016年9月27日 - ）
- 山形放送（現在は不定期ネット。）
- CRT栃木放送（現在は不定期ネット。）
- 新潟放送（2016年9月26日 - 2017年3月30日）
- 北日本放送（ - 2016年9月19日、以降ナイターオフ期間を主に不定期ネット。）[11]
- CBCラジオ（ - 2014年3月28日）
- ラジオ大阪
- 山陽放送（ - 2020年3月29日）
- 山陰放送
- 中国放送（ - 2011年5月30日）
- 四国放送（2016年9月29日 - 2017年3月30日）
- RKB毎日放送
- 長崎放送（2016年9月29日 - 2017年3月30日）
- 大分放送（2017年3月27日 - 2017年9月29日、ナイターイン限定ネット。）
- 南日本放送

## 過去の番組

### 高橋洋子のサウンドスケッチ
パーソナリティは高橋洋子。
ネット局
- CBCラジオ（月曜〜金曜、15分）
- 山形放送（日曜、15分）
- 琉球放送（土曜、15分）
- 山陰放送（日曜、30分）
- 高知放送（日曜、55分）
- FM群馬（月曜、55分）

### 梶浦由記のサウンドスケッチ
パーソナリティは作曲家の梶浦由記で、アシスタントはなし。2006年3月31日で放送終了。
トーク番組であるが、時事・社会ネタは比較的少ない。雑学ネタも繰り広げられるが、梶浦の身辺雑記的なことや感じたこと、直近の仕事についてなどが多い。とくに仕事については、アニメの音楽を数多く引き受けていることから、一種のアニラジ的要素も含まれる。ヤンマーニネタなど、インターネット上で繰り広げられたものも取り上げることがあり、彼女のファンに聴取者が多くいると言われる。2曲放送される曲についても、梶浦本人のお気に入りの曲や彼女の作品が流されることが多い。
ネット局
- CBCラジオ